# Cephalotes incertus
Cephalotes incertus é uma espécie de inseto do gênero Cephalotes, pertencente à família Formicidae.